# Universidad Mayor de San Simón
La Universidad Mayor de San Simón (UMSS) (también llamada Casa Superior de Estudios), es una universidad pública de Bolivia cuya sede está ubicada en la ciudad de Cochabamba. Tiene otras unidades académicas en distintos puntos del departamento de Cochabamba.  
Es la institución educativa universitaria más antigua de esa ciudad y la tercera fundada en Bolivia, después de la Universidad Mayor, Real y Pontificia San Francisco Xavier de Chuquisaca (1624) y la Universidad Mayor de San Andrés (1830) en La Paz. En sus diferentes facultades existen estudiantes de todo el país y de las vecinas naciones de Argentina, Brasil, Chile y Perú entre otras. Ofrece carreras profesionales y estudios de postgrado y de segunda especialización, además cursos de extensión comunal. 
Según el Ranking Web de Universidades, Webometrics 2021, es considerada la segunda mejor universidad de Bolivia, pero tiene retos para mejorar y tener reconocimiento a nivel latinoamericano.

## Historia

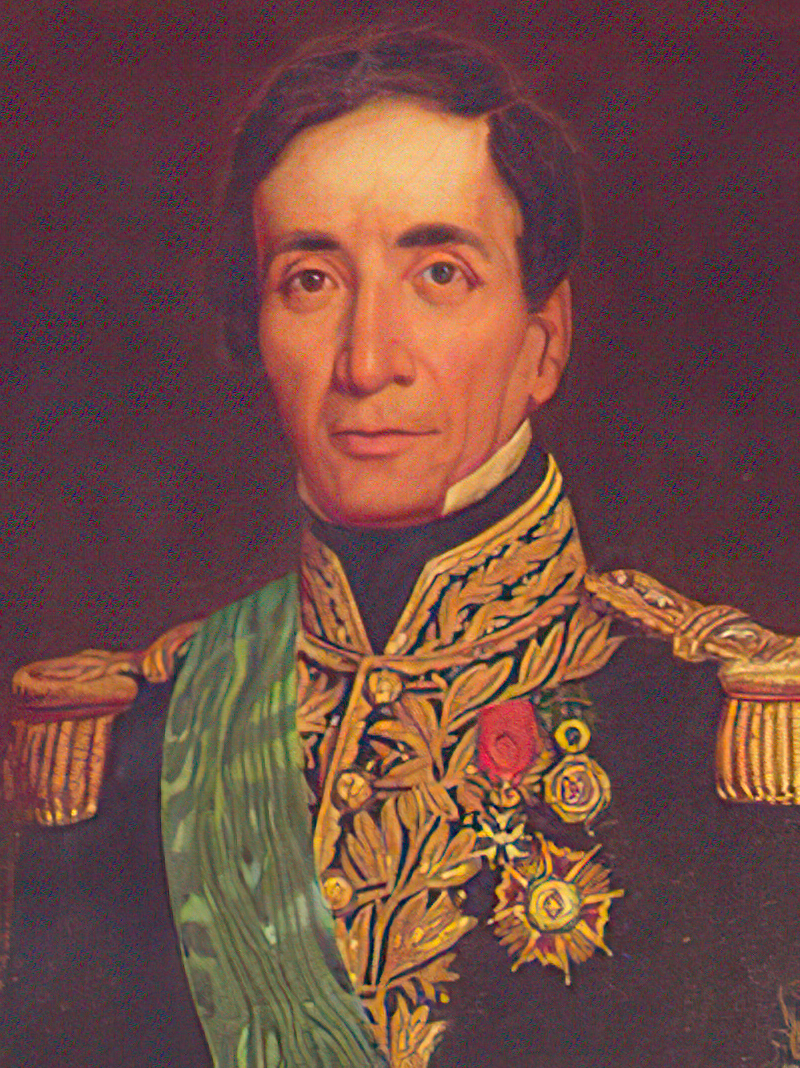
El Mariscal Andrés de Santa Cruz, fundador de la Universidad Mayor de San Simón.

La Universidad Mayor de San Simón fue fundada mediante Ley del 5 de noviembre de 1832 promulgada por el Mariscal Andrés de Santa Cruz. La misma ley dispuso la creación y funcionamiento de una Academia de Practicantes Juristas, con la que, en realidad, se inicia la Facultad de Derecho. Entre 1834 y 1835, la UMSS otorga los tres primeros títulos de Doctor en Derecho. El Decreto de 25 de agosto de 1845, promulgado como Ley el 12 de noviembre de 1846, dispone que la República sea dividida en tres distritos universitarios; por este dispositivo de la presidencia del Gral. José Ballivián, a Cochabamba le correspondió atender el distrito de Santa Cruz de la Sierra.
En 1863 se funda la Facultad de Medicina, que tendrá vigencia hasta el año 1872; sin embargo, vuelve a funcionar por una Orden Suprema del Dr. Aniceto Arce de 4 de febrero de 1892.
La Facultad de Derecho y la Facultad de Medicina fueron las primeras entidades académico-profesionales con las que comenzó a funcionar la Universidad Mayor de San Simón.
Las universidades españolas sirvieron de modelo e influyeron directamente en la organización de la Universidad Colonial de Nuevo Mundo, de modo particular en las del Alto Perú. Sin embargo, pese a los moldes feudales en los que se desenvolvía la vida intelectual de las universidades, en ellas germinaron las ideas libertarias de la República.
Al influjo del pensamiento reformista de Córdoba. Plasmada en el "Manifiesto Liminar de la Juventud Argentina", publicado el 21 de julio de 1918 en la "Gaceta Universitaria" de la Universidad de San Carlos, la efervescencia de las luchas autonomistas adquirieron una dimensión continental. En Bolivia –en base al referéndum del 11 de enero de 1931, convocado por el gobierno del Gral. Carlos Blanco Galindo– lograron materializarse en el Decreto Ley de 23 de febrero de 1931, por el que se sancionó la incorporación de la Autonomía Universitaria a la Constitución Política del Estado.
"Pero no es suficiente la autonomía legal" decía Dr. Arturo Urquidi Morales, también hace falta la "autonomía espiritual, como atributo o fuerza moral capaz de hacerla indemne a todas las acechanzas y de convertirla en el baluarte inexpugnable de la cultura científica, sin cortapisas, y de las aspiraciones más puras por la independencia nacional".
La estructura universitaria respondía a esquemas feudales, totalmente desconectados de la realidad sociocultural del país, y 1930 significó para la UMSS el inicio de un segundo período histórico.
Desde entonces se han verificado cambios significativos, que la convirtieron en una institución social capaz de responder a las necesidades de la región.
La Universidad toma parte activa en el estudio y discusión de los más candentes problemas, como la nacionalización de minas, la reforma agraria, el voto universal, los derechos de los pueblos originarios, la ecología, la educación intercultural bilingüe y las más apremiantes necesidades regionales. De esta manera, la autonomía se abre a ideas nuevas e inquietudes patrióticas, creando una atmósfera espiritual frente al dogmatismo y a la intolerancia. En un ágora de creatividad y de análisis y tamiz de propuestas de cambios cualitativos de la Comunidad Nacional.
En el momento presente, la UMSS está empeñada en superar la tendencia a la simple formación de profesionales; se ha propuesto ampliar su misión social, consolidar su nivel académico y científico y materializar los perfiles nacionales y democráticos.
La Universidad Mayor de San Simón, en 2018 ocupó el primer lugar entre las universidades bolivianas y el puesto 2879 entre más de 20 000 universidades del mundo, según el "Ranking Mundial de Universidades en la Web", lo que la convirtió en la mejor universidad pública del país en su momento, este ranking fue elaborado por el Laboratorio de Cibermetría, del Consejo Superior de Investigaciones Científicas (CSIC) de España.
Es una de las mejores universidades de Bolivia por su prestigio académico a nivel nacional forjando los mejores profesionales para la sociedad Boliviana; UMSS crece gracias a su alumnado que siempre busca ser destacado.

## Unidades
- Programa de Titulación de Alumnos no Graduados con más de 9 modalidades para titularse
- Centro de Estudios Superiores Universitarios.
- Centro de Levantamientos Aeroespaciales y Aplicaciones de Sistemas de Información Geográfica para el Desarrollo Sostenible de los Recursos Naturales.
- Centros de Estudio de Población.
- Centros de Planificación y Gestión.
- Honorable Consejo Universitario.
- Federación Universitaria Docente.
- Federación Universitaria Local (FUL).
- Radio San Simón también pertenece a la casa superior de estudios UMSS teniendo sus habitantes en el campus universitario de la avenida Oquendo, secuencia  102 fm.
- Televisión Universitaria UMSS (Bolivia) o por sus siglas TVU también pertenece a la casa superior de estudios de Cochabamba (UMSS) teniendo sus instalaciones en la calle 25 de mayo entre Colombia y heroínas, con variedad de programas al Vivo y al servicio de la ciudad cochabambina.

## Direcciones
- Dirección de Interacción Social Universitaria.
- Dirección de Investigación Científica y Tecnológica.
- Dirección Universitaria de Evaluación y Acreditación.
- Dirección de Relaciones Internacionales y Convenios.
- Dirección Universitaria de Bienestar Estudiantil.
- Dirección Administrativa Financiera.
- Dirección de Planificación Académica.
- Escuela Universitaria de Posgrado.
- Universidad Mayor de San Simón Televisión
- Hospital universitario, seguro universitario para más de 80.000 entre alumnos, docentes y administrativos.
- Radio SAN SIMÓN 102.4

## Facultades Universitarias
- Facultad de Ciencias Económicas.
- Facultad de Ciencias y Tecnología.
- Facultad de Humanidades y Ciencias de la Educación.
- Facultad de Ciencias Jurídicas y Políticas.
- Facultad de Arquitectura y Ciencias del Hábitat.
- Facultad de Ciencias Agrícolas y Pecuarias
- Facultad de Medicina.
- Facultad de Odontología.
- Facultad de Ciencias Bioquímicas y Farmacéuticas.
- Facultad Politécnica del Valle Alto.
- Facultad de Ciencias Sociales
- Facultad de Desarrollo Rural y Territorial
- Escuela Forestal.
- Facultad de Enfermería
- Unidad Desconcentrada del Valle de Sacta
- Facultad de Ciencias Veterinarias